# فينسنت ثايل
فينسنت ثايل (بالفرنسية: Vincent Thill)‏ (4 فبراير 2000 لوكسمبورغ - ) هو لاعب كرة قدم لوكسمبورغي، يلعب كلاعب وسط.

## روابط خارجية
- فينسنت ثايل على موقع الاتحاد الدولي (مؤرشف)  (الإنجليزية)
- فينسنت ثايل على موقع الاتحاد الأوربي (الإنجليزية)
- فينسنت ثايل على موقع قاعدة بيانات كرة القدم.إي يو (الإنجليزية)
- فينسنت ثايل على موقع ناشيونال فوتبول تيمز (الإنجليزية)
- فينسنت ثايل على موقع Soccerway.com (الإنجليزية)
- فينسنت ثايل على موقع عالم كرة القدم.نت (الإنجليزية)
- فينسنت ثايل على موقع AS.com (الإسبانية)